# Melichthys
Genre
Melichthys est un genre de poissons tetraodontiformes, de la famille des Balistidae (« poissons-balistes »).

## Liste d'espèces
Selon World Register of Marine Species (26 mars 2014) et World Register of Marine Species (26 mars 2014) :
- Melichthys indicus Randall & Klausewitz, 1973 - Baliste à nageoires noires
- Melichthys niger (Bloch, 1786) - Baliste noir
- Melichthys vidua (Richardson, 1845) - Baliste veuf

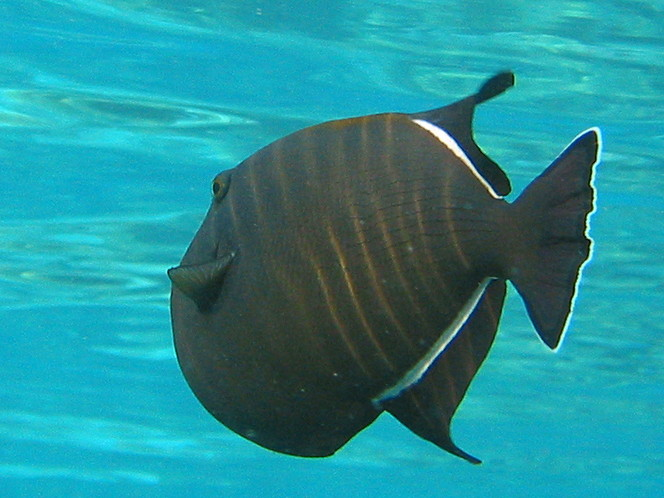
Melichthys indicus
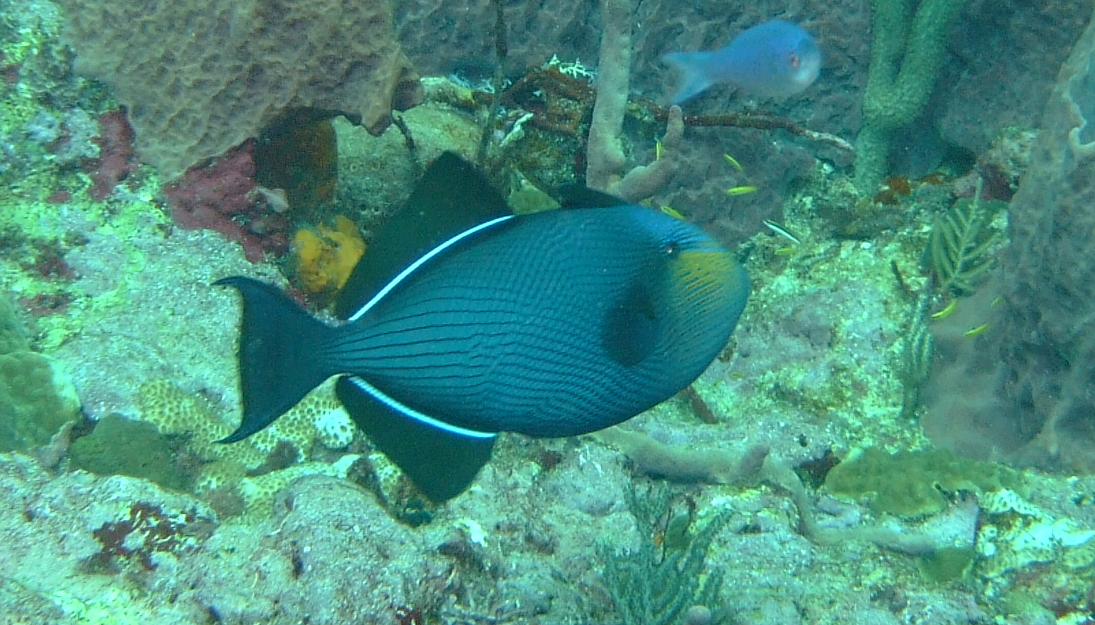
Melichthys niger
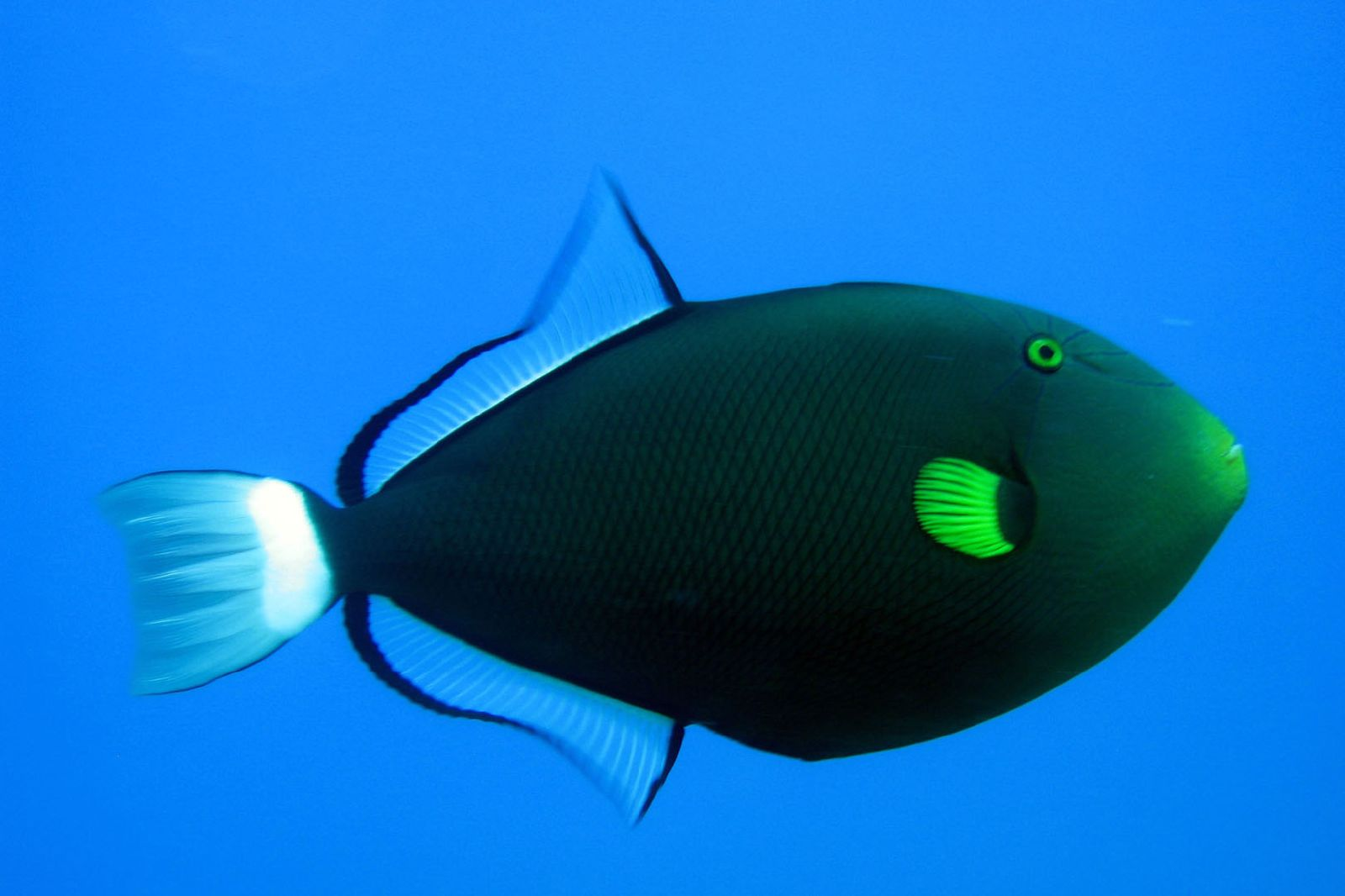
Melichthys vidua